# Jos Maes
Jos Maes (11 april 1961) is een voormalige Belgische atleet, die gespecialiseerd was in lange afstand en het veldlopen. Hij nam tien maal deel aan de wereldkampioenschappen veldlopen en veroverde op drie nummers in totaal vijf Belgische titels.

## Biografie
Tussen 1984 en 1996 nam Maes tien maal deel aan de wereldkampioenschappen veldlopen. Zijn beste resultaat was een zesentwintigste plaats in 1990. In 1989 werd hij ook Belgisch kampioen veldlopen.
Op de baan was Maes vooral gespecialiseerd in de 3000 m steeple, waar hij meestal op William Van Dijck stootte. Tussen 1989 en 1995 wist hij toch drie Belgische kampioenschappen te winnen. In 1991 werd hij ook Belgisch kampioen op de 10.000 m.

### Clubs
Maes was aangesloten bij AV Toekomst. Na zijn carrière als topsporter werd hij trainer.

## Belgische kampioenschappen
| Onderdeel      | Jaar             |
| -------------- | ---------------- |
| 10.000 m       | 1991             |
| 3000 m steeple | 1989, 1993, 1995 |
| veldlopen      | 1989             |

## Persoonlijke records
| Onderdeel      | Prestatie | Datum            | Plaats  |
| -------------- | --------- | ---------------- | ------- |
| 5000 m         | 13.43,6   | 15 augustus 1986 | Hechtel |
| 10.000 m       | 28.46,0   | 7 juli 1990      | Hechtel |
| 3000 m steeple | 8.33,54   | 1 augustus 1987  | Brussel |

## Palmares

### 10.000 m
- 1991:  BK AC – 29.11,78

### 3000 m steeple
- 1989:  BK AC – 8.42,67
- 1993:  BK AC – 8.54,43
- 1995:  BK AC – 9.04,81

### halve marathon
- 1997: 111e WK in Kosice – 1:07.40

### veldlopen
- 1979: 84e WK junioren in Limerick
- 1984: 104e WK in East Rutherford
- 1985: 65e WK in Lissabon
- 1987:  BK AC in Mol
- 1987: 47e WK in Warschau
- 1988: 98e WK in Auckland
- 1989:  BK AC in Waregem
- 1989: 87e WK in Stavanger
- 1990: 26e WK in Aix-les-Bains
- 1991:  BK AC in Antwerpen
- 1991: 84e WK in Antwerpen
- 1992:  BK AC in Averbode
- 1992: 93e WK in Boston
- 1993: 131e WK in Amorebieta
- 1995: 58e EK in Alnwick
- 1996: 137e WK in Stellenbosch